# Thunder Creek (circonscription saskatchewanaise 1912-1938)
Pour les articles homonymes, voir Thunder Creek.
Circonscription électorale provinciale du Canada
Thunder Creek est une ancienne circonscription électorale provinciale de la Saskatchewan au Canada. Elle est représentée à l'Assemblée législative de la Saskatchewan de 1912 à 1938.

## Liste des députés
| Parlement                                                     | Années        | Député        | Député                      | Parti             |
| Thunder Creek                                                 | Thunder Creek | Thunder Creek | Thunder Creek               | Thunder Creek     |
| ------------------------------------------------------------- | ------------- | ------------- | --------------------------- | ----------------- |
| 3e                                                            | 1912–1917     |               | Alexandre Beaudreau         | Libéral           |
| 4e                                                            | 1917–1921     |               | Andrew Dunn Gallaugher      | Conservateur      |
| 5e                                                            | 1921–1925     |               | William John Finley Warren  | Progressiste (en) |
| 6e                                                            | 1925-1929     |               | Robert Scott Donaldson      | Libéral           |
| 7e                                                            | 1929–1934     |               | Harold Alexander Lilly (en) | Conservateur      |
| 8e                                                            | 1934–1938     |               | Robert Scott Donaldson      | Libéral           |
| Circonscription redistribuée dans Arm River, Morse et Lumsden |               |               |                             |                   |